# Sydney Conservatorium of Music
Sydney Conservatorium of Music, voorheen de New South Wales State Conservatorium of Music, is een der oudste conservatoria van Australië en het is een faculteit van de Universiteit van Sydney. Het conservatorium is gelegen naast de Koninklijke Botanische Tuinen.

## Bekende oud-docenten
- Eugène Aynsley Goossens, directeur van het conservatorium;
- Carl Vine, huisdirigent van het conservatorium;
- David Porcelijn, docent van het conservatorium.